# Bilisuma Shugi
Bilisuma Shugi Gelassa (arabisch بيليسوما شوغي; * 19. Juli 1989 in Oromia) ist ein ehemaliger bahrainischer Langstreckenläufer äthiopischer Herkunft, der seit 2010 für Bahrain an den Start ging.

## Sportliche Laufbahn
Erste internationale Erfahrungen sammelte Bilisuma Shugi bei den Crosslauf-Weltmeisterschaften 2010 in Bydgoszcz, bei denen er nach 35:10 min auf den 48. Platz gelangte. Anschließend nahm er an den Asienspielen in Guangzhou teil und siegte dort in 27:32,72 min im 10.000-Meter-Lauf. Im Jahr darauf erreichte er bei den Crosslauf-Weltmeisterschaften 2011 in Punta Umbría nach 35:49 min den 30. Platz und gewann anschließend bei den Asienmeisterschaften in Kōbe in 28:36,30 min die Silbermedaille hinter seinem Landsmann Ali Hasan Mahboob. Daraufhin gewann er bei den Militärweltspielen in Rio de Janeiro in 13:06,73 min die Bronzemedaille im 5000-Meter-Lauf hinter den Kenianern Mark Kosgei Kiptoo und Vincent Kiprop Chepkok und erreichte dann bei den Weltmeisterschaften in Daegu in 13:27,67 min Rang acht. Im Dezember gewann er bei den Panarabischen Spielen in Doha in 28:44,10 min die Bronzemedaille über 10.000 Meter hinter Landsmann Mahboob und Mumin Gala aus Dschibuti und wurde über 5000 Meter in 13:47,91 min Vierter. 2012 siegte er bei den Hallenasienmeisterschaften in Hangzhou in 7:43,88 min im 3000-Meter-Lauf und schied anschließend bei den Hallenweltmeisterschaften in Istanbul mit 7:53,62 min im Vorlauf aus. Über 5000 Meter qualifizierte er sich für die Teilnahme an den Olympischen Spielen in London und verpasste dort mit 13:31,84 min den Finaleinzug.
2013 gewann er bei den Arabischen Meisterschaften in Doha in 1:08:22 h die Silbermedaille im Halbmarathon hinter dem Marokkaner Bilal Mohamed. Anschließend gewann er bei den Asienmeisterschaften in Pune in 28:58,67 min die Silbermedaille über 10.000 Meter hinter seinem Landsmann Alemu Bekele. Bei den Halbmarathon-Weltmeisterschaften 2014 in Kopenhagen lief er nach 1:03:02 h auf dem 51. Platz ein und 2015 startete er über 5000 Meter bei den Asienmeisterschaften in Wuhan, konnte dort aber sein Rennen nicht beenden, woraufhin er seine aktive sportliche Karriere im Alter von 25 Jahren beendete.

## Persönliche Bestzeiten
- 3000 Meter: 7:42,71 min, 18. September 2011 in Mailand
  - 3000 Meter (Halle): 7:43,88 min, 19. Februar 2012 in Hangzhou
- 5000 Meter: 13:06,73 min, 23. Juli 2011 in Rio de Janeiro
- 10.000 Meter: 27:32,72 min, 26. November 2010 in Guangzhou
- Halbmarathon: 1:03:02 h, 29. März 2014 in Kopenhagen